# أندريا مورو
أندريا مورو (بالإيطالية: Andrea Moro) هو لغوي إيطالي، ولد في 24 يوليو 1962 في بافيا في إيطاليا.